# Base aérienne de Chambley-Bussières
Pour les articles homonymes, voir Chambley-Bussières.
La base aérienne de Chambley-Bussières (en anglais : Chambley-Bussières Air Base) est une ancienne base aérienne construite en France dans le cadre de l'OTAN et assignée à l'USAFE de 1953 au 1er avril 1967 (son code OACI était alors LF5424). La base est rétrocédée à l'Armée de l'air en 1967 puis démantelée en 2007. Elle est désormais devenue l'aérodrome de Chambley.
La base est située à proximité immédiate du village de Chambley-Bussières dans le département de Meurthe-et-Moselle. Elle accueille tous les deux ans le Mondial Air Ballons, le plus grand rassemblement de montgolfières du monde.

## Historique

### Les origines
En 1940, l'Armée de l'air installe le Groupe Aérien d'Observation 2/506 sur le terrain de Chambley-Bussières. Cette unité d’observation est alors équipée de neuf Potez 631 et de cinq Mureaux 117. Contrairement à la plupart des autres terrains de l’armée de l'air de 1940, le terrain de Chambley n’est pas utilisé pendant le reste de la guerre, que ce soit par les Allemands ou par les Alliés.
En 1951, la menace que fait peser l'Union soviétique sur les pays occidentaux, regroupés sous la bannière de l'OTAN, pousse ceux-ci à mettre en place un plan de construction massive de nouvelles base aériennes. Parmi celles destinées à l'USAFE figure la base de Chambley. La construction, de ce qui sera désormais connu sous le nom de Chambley-Bussieres (sans l'accent sur le e, à l'américaine) démarre en 1952.

### Utilisation par l'USAF
Le 30 janvier 1953, le 73rd Air Depot Wing de la base de Chateauroux-Déols Air Base crée le Flight A, 73rd Support Group Depot, Chambley. Sa mission est de superviser la construction de la base et de réceptionner et stocker les matériels nécessaires aux militaires et entreprises françaises participant aux travaux. Cette unité n'est pas installée sur l'emprise de la nouvelle base, mais non loin de la gare de Metz.
Le plan de la nouvelle base est conforme à celui de toutes les autres base aériennes de l'OTAN de cette époque. Autour de la piste, on construit trois « marguerites » composées d'une quinzaine d'alvéoles pouvant abriter un ou deux appareils. Chacune de ces marguerites abrite un escadron. La zone vie, le parking principal et la tour de contrôle sont situés à Chambley AB entre les deux marguerites est.
En février 1954, le 7002nd Air Base Squadron est activé sur la base elle-même pour les derniers travaux et mises au point avant l'arrivée des unités de combat.

### 21st Fighter Bomber Wing

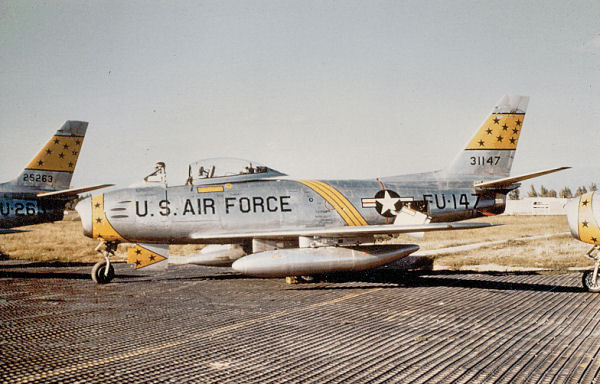
F-86F du 21st FBW à Chambley AB.

Le 21st Fighter Bomber Wing (21st FBW), auparavant basé à George Air Force Base en Californie, installe son quartier général à Chambley AB le 12 décembre 1954. Ses appareils, des F-86F Sabre font le voyage en France en quatre vagues, entre novembre 1954 et janvier 1955. La base n'étant pas terminée à cette époque, les trois escadrons du 21st FBW doivent être temporairement déployés sur d'autres bases. C'est ainsi que le 72nd Fighter Bomber Squadron s'installe à Chateauroux-Déols Air Base et les 416th et 531st Fighter Bomber à Toul-Rosières Air Base. Ces trois escadrons sont regroupés à Chambley à partir du 15 avril 1955, la base étant officiellement inaugurée le 12 juin 1956.
Le 21st FBW s'illustre tout particulièrement dans sa mission d'appui au sol. Il remporte la première place de la compétition Gunnery Meet de l'USAFE à Wheelus Air Base et la deuxième place de la compétition Gunnery Meet 1956 à Nellis Air Force Base. En 1957, le 21st obtient le Award for Tactical Proficiency de l'USAFE. Il participe également à l'exercice atomique « Carte Blanche ».
La décision, en 1957 du gouvernement français de bannir du sol français toute arme ou vecteur nucléaire appartenant à un autre pays à partir de juillet 1958 met fin à l'aventure française du 21st FBW, qui est dissout le 8 février 1958. La base de Chambley est mise en sommeil.

### La crise de Berlin
La guerre froide atteint l'un de ses points culminants quand, en 1961, l'URSS entreprend la construction du mur de Berlin. L'OTAN et l'USAFE en particulier met ses unités en état d'alerte. Des unités de l'Air National Guard sont mises en service actif et envoyées en Europe dans le cadre de l'opération Tack Hammer. Chambley AB est réactivée pour accueillir le 122nd Tactical Fighter Wing de la garde nationale de l'Indiana basé à Baer Field, Fort Wayne dans l'Indiana.

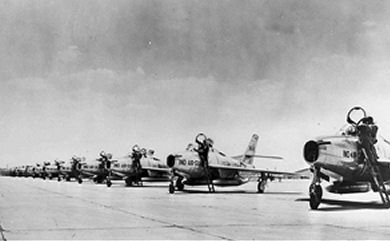
Les F-84F du 163rd TFS à Chambley AB.

Le 122nd TFW est constitué de trois escadrons sur F-84F : le 112th TFS de l'aéroport de Toledo Express dans l'Ohio et les 113th TFS de Terre Haute et 163rd TFS de Baer Field dans l'Indiana. En raison de fortes contraintes budgétaires, seul le 163rd TFS est déployé effectivement, les deux autres escadrons demeurant en alerte en Amérique, prêt à renforcer le 163rd TFS en cas de besoin. Les 26 F-84F du 163rd TFS, accompagnés de C-47 et T-33A de liaison, arrivent à Chambley AB le 6 novembre 1961, où ils forment le 7122nd Tactical Fighter Wing.
Le 7122nd TFW est rattaché à la 17th Air Force (en) et participe à de nombreux exercices en Europe avec les forces de la 7th Army de l'US Army. Il entreprend même un échange avec le JBG-32 de la Luftwaffe.
Les relations avec le pacte de Varsovie redevenant plus calmes, les unités de la garde nationale activées en Europe sont progressivement rapatriées aux États-Unis. Le 163rd TFS reçoit l'ordre de retour le 7 juin 1962. Les C-47 et T-33 sont convoyées dans l'Indiana, alors que les F-84F restent sur place pour former le 366th Tactical Fighter Wing. Le 7122nd TFW est dissous le 16 juillet 1962 et est remplacé par le nouveau 7367th Combat Support Group comme unité hôte de Chambley AB.

### 390th Tactical Fighter Squadron
Le 366th Tactical Fighter Wing est activé le 8 mai 1962 à Chaumont-Semoutiers Air Base. Il est composé de quatre escadrons de chasse répartis sur quatre bases de l'USAFE en France : à Étain-Rouvres Air Base, Chaumont-Semoutiers Air Base, Phalsbourg-Bourscheid Air Base et Chambley-Bussières Air Base. Le 390th Tactical Fighter Squadron (en) est l'escadron constitué à Chambley à partir des F-84F laissés sur place par le 163rd TFS après son départ. Le 390th TFS quitte la Lorraine en juillet 1963 pour continuer à voler sous le soleil du Nouveau-Mexique à partir de Holloman Air Force Base.
Seul demeure à Chambley le 390th Tactical Fighter Squadron (en) qui est venu s'y installer temporairement en février 1963 pendant la rénovation de la piste de sa base d'attache de Toul-Rosières Air Base. Le 10th TRW quitte Chambley en août 1963.
La base de Chambley est à nouveau mise en sommeil et confiée au 7367th Combat Support Group.

### 25th Tactical Reconnaissance Wing
Deux ans après, les activités reprennent de plus belle à Chambley avec l'activation du 25th Tactical Reconnaissance Wing (en) le 1er juillet 1965. Les 19th Tactical Reconnaissance Squadron et 42nd Electronic Countermeasures Squadron quittent leur base de Toul-Rosières AB (où ils étaient rattachés au 10th Tactical Reconnaissance Wing (en) de RAF Alconbury) pour Chambley et le 25th TRW. Le 25th vole alors sur les versions de reconnaissance (RB-66B) et de guerre électronique (EB-66E) du biréacteur B-66 de Douglas. Cinq de ces appareils ont envoyé en février 1966 à Takhli RTAFB en Thaïlande pour former le Detachment 1, 42nd TRS.
Le 7 mars 1966, Charles de Gaulle annonce le retrait de la France du commandement intégré de l'OTAN et demande que toutes les forces militaires étrangères quittent le territoire national avant le 1er avril 1967.
En préparation de ce retrait, le 42nd ECS est dissous le 1er mai 1966. Tous ses appareils sont repris par le 41st Tactical Electronic Warfare Squadron de Takhli RTAFB. Le 25th TRW est dissous le 15 octobre 1966. Ses appareils sont tous transférés au 363rd Tactical Reconnaissance Wing (en) de Shaw Air Force Base en Caroline du Sud.
Le 7367th Combat Support Group est activé spécialement pour les opérations de fermeture de la base.
Le 1er avril 1967, les derniers américains quittent la base et Chambley Air Base est officiellement rendue aux autorités françaises, mettant fin à quinze années de présence américaine en Lorraine.

### Armée de l'Air
Après le départ de l'USAF, la base est rétrocédée à l'Armée de l'Air. Rattachée administrativement à la base aérienne 136 Toul-Rosières, Chambley est utilisé pour des exercices. La base est également utilisée comme terrain de manœuvres pour les troupes aéroportées de l'Armée de terre.

## Le «redécollage»

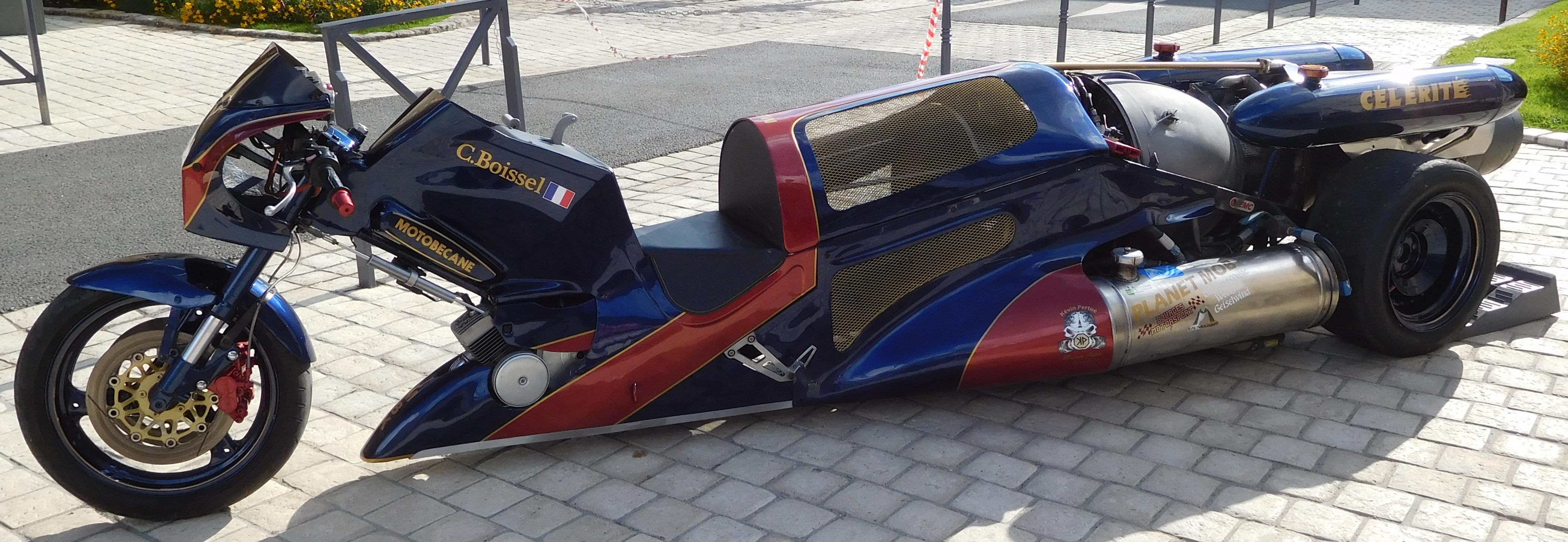
Jet-trike ayant participé au Drag Power Show.

La base appartient entre 2009 et 2015 à la région Lorraine. Elle héberge depuis plus de trente ans un club d'ULM (Club ULM Sport et Loisirs), premier club amateur d'ULM de France. Ce club a notamment accueilli en 2008, les championnats de France d'ULM. Le site accueille des meetings aériens et des rassemblements géants d'aérostation tels le Mondial Air Ballons qui rassemble 67 nations, près de 2 000 équipages, 800 montgolfières et 400 000 spectateurs tous les deux ans.
Depuis 1998, l'école de conduite et pilotage Francis Maillet Compétition est aussi présente. Un nouveau circuit de 3,3 km et 12 m de large, appelé « circuit de Chambley », a été construit en 2009. Il s'agit d'un circuit asphalte, homologué pour le déroulement d'essai, d'entraînement et école de pilotage.
La base accueille aussi diverses manifestations de masse telles le Drag Power Show qui va fêter sa vingtième édition[Quand ?] (revenu sur la base en 2014).
Sur cette base était prévu le site de production de l'avion Skylander SK-105 de GECI Aviation.
Le 16 juillet 2009, la piste 05/23 de l'aérodrome a été officiellement rouverte à la circulation aérienne publique d'avions légers (code LFJY). Elle est ouverte depuis 2014 aux vols aux instruments (procédure RNP).